# Ronda de Brands Hatch da Fórmula Dois em 2009
A ronda em Brands Hatch foi a 4ª do Campeonato de Fórmula Dois da FIA de 2009. Foi realizada a 18 e 19 de Julho de 2009 no circuito de Brands Hatch, Kent, Reino Unido. A primeira corrida foi ganha por Philipp Eng, com Andy Soucek e Henry Surtees nos outros lugares do pódio. A segunda corrida foi vencida por Andy Soucek, com Robert Wickens e Mikhail Aleshin a completarem o pódio. A ronda ficou marcada pelo acidente fatal que sofreu Henry Surtees na segunda corrida. Henry Surtees foi atingido na cabeça por uma roda do carro de Jack Clarke, depois deste último ter batido no muro na saída de Westfield Bend. A roda soltou-se do eixo e saltou, atravessando a pista perto do grupo de carros que seguiam, acabando por colidir com o capacete de Henry Surtees. O carro continuou recto até à barreira na aproximação da Sheene Curve, perdendo também uma roda, e parando no fim da curva com o resto da roda ainda presa ao carro. Isto indicava que Henry Surtees perdera a consciência, com o seu pé ainda a pressionar o acelerador. Henry Surtees foi retirado do carro e levado para o centro médico do circuito, onde foi estabilizado antes de ser transferido para o Royal London Hospital. A sua morte foi atribuída a graves lesões na cabeça, provocadas pela colisão da roda e também da colisão com as barreiras, e foi anunciada mais tarde no próprio dia.

## Resultados

### Qualificação 1[5]
| Pos | Piloto                  | Tempo    |
| --- | ----------------------- | -------- |
| 1   | Philipp Eng             | 1:17.445 |
| 2   | Andy Soucek             | 1:17.458 |
| 3   | Sebastian Hohenthal     | 1:17.462 |
| 4   | Henry Surtees           | 1:17.547 |
| 5   | Mikhail Aleshin         | 1:17.660 |
| 6   | Kazimieras Vasiliauskas | 1:17.665 |
| 7   | Robert Wickens          | 1:17.723 |
| 8   | Julien Jousse           | 1:17.749 |
| 9   | Mirko Bortolotti        | 1:17.753 |
| 10  | Miloš Pavlović          | 1:17.816 |
| 11  | Carlos Iaconelli        | 1:17.896 |
| 12  | Edoardo Piscopo         | 1:17.931 |
| 13  | Jolyon Palmer           | 1:17.936 |
| 14  | Nicola de Marco         | 1:18.031 |
| 15  | Henri Karjalainen       | 1:18.101 |
| 16  | Jack Clarke             | 1:18.396 |
| 17  | Alex Brundle            | 1:18.433 |
| 18  | Tobias Hegewald         | 1:18.448 |
| 19  | Germán Sánchez          | 1:18.470 |
| 20  | Armaan Ebrahim          | 1:18.483 |
| 21  | Natacha Gachnang        | 1:18.532 |
| 22  | Tom Gladdis             | 1:18.662 |
| 23  | Jason Moore             | 1:18.671 |
| 24  | Jens Höing              | 1:19.024 |
| 25  | Pietro Gandolfi         | 1:20.132 |

### Qualificação 2[6]
| Pos | Piloto                  | Tempo    |
| --- | ----------------------- | -------- |
| 1   | Andy Soucek             | 1:16.947 |
| 2   | Robert Wickens          | 1:16.975 |
| 3   | Sebastian Hohenthal     | 1:17.108 |
| 4   | Philipp Eng             | 1:17.207 |
| 5   | Mirko Bortolotti        | 1:17.299 |
| 6   | Mikhail Aleshin         | 1:17.398 |
| 7   | Carlos Iaconelli        | 1:17.423 |
| 8   | Henry Surtees           | 1:17.463 |
| 9   | Natacha Gachnang        | 1:17.476 |
| 10  | Tobias Hegewald         | 1:17.481 |
| 11  | Edoardo Piscopo         | 1:17.506 |
| 12  | Jason Moore             | 1:17.512 |
| 13  | Henri Karjalainen       | 1:17.637 |
| 14  | Miloš Pavlović          | 1:17.664 |
| 15  | Kazimieras Vasiliauskas | 1:17.692 |
| 16  | Julien Jousse           | 1:17.709 |
| 17  | Tom Gladdis             | 1:17.733 |
| 18  | Jack Clarke             | 1:17.801 |
| 19  | Itália Nicola de Marco  | 1:17.822 |
| 20  | Jolyon Palmer           | 1:18.084 |
| 21  | Germán Sánchez          | 1:18.172 |
| 22  | Armaan Ebrahim          | 1:18.247 |
| 23  | Jens Höing              | 1:18.628 |
| 24  | Pietro Gandolfi         | 1:18.754 |
| 25  | Alex Brundle            | 1:35.908 |

### Corrida 1[7]
| 1                                                                   | Philipp Eng             | 28 | 39:01.642s | 1º  | 10 |
| 2                                                                   | Andy Soucek             | 28 | +0.494s    | 2º  | 8  |
| 3                                                                   | Henry Surtees           | 28 | +1.694s    | 4º  | 6  |
| 4                                                                   | Robert Wickens          | 28 | +3.000s    | 7º  | 6  |
| 5                                                                   | Kazimieras Vasiliauskas | 28 | +3.271s    | 6º  | 4  |
| 6                                                                   | Carlos Iaconelli        | 28 | +7.398s    |     | 3  |
| 7                                                                   | Miloš Pavlović          | 28 | +7.942s    | 10º | 2  |
| 8                                                                   | Edoardo Piscopo         | 28 | +8.416s    | 12º | 1  |
| 9                                                                   | Nicola de Marco         | 28 | +8.953s    | 14º | 0  |
| 10                                                                  | Mikhail Aleshin         | 28 | +12.100s   | 5º  | 0  |
| 11                                                                  | Henri Karjalainen       | 28 | +12.666    | 15º | 0  |
| 12                                                                  | Jolyon Palmer           | 28 | +14.574s   | 13º | 0  |
| 13                                                                  | Tom Gladdis             | 28 | +15.072    | 22º | 0  |
| 14                                                                  | Natacha Gachnang        | 28 | +16.636s   | 21º | 0  |
| 15                                                                  | Tobias Hegewald         | 28 | +21.503s   | 18º | 0  |
| 16                                                                  | Jason Moore             | 28 | +23.532s   | 23º | 0  |
| 17                                                                  | Germán Sánchez          | 28 | 31.820s    | 19º | 0  |
| 18                                                                  | Pietro Gandolfi         | 28 | +49.727s   | 25º | 0  |
| 19                                                                  | Julien Jousse           | 25 | + 3 voltas | 8º  | 0  |
| 20 (Ret)                                                            | Mirko Bortolotti        | 22 | DNF        | 9º  | 0  |
| 21 (Ret)                                                            | Jack Clarke             | 19 | DNF        | 16º | 0  |
| 22 (Ret)                                                            | Armaan Ebrahim          | 16 | DNF        | 20º | 0  |
| 23 (Ret)                                                            | Alex Brundle            | 16 | DNF        | 17º | 0  |
| 24 (Ret)                                                            | Sebastian Hohenthal     | 10 | DNF        | 3º  | 0  |
| 25 (Ret)                                                            | Jens Höing              | 4  | DNF        | 24º | 0  |
| Volta mais rápida: Mirko Bortolotti 1:18.705 (169.37kph) na volta 8 |                         |    |            |     |    |

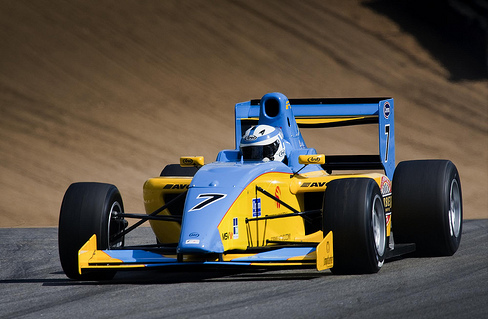
Henry Surtees conseguiu o seu 1º pódio na Corrida 1, horas antes de morrer em pista.

Nota: DNS: Não começou a corrida; DNF: Não acabou a corrida

### Corrida 2
| 1                                                               | Andy Soucek             | 15              | 52:23.670      | 1   | 10 |  |
| 2                                                               | Robert Wickens          | 15              | +1.251         | 2   | 8  |  |
| 3                                                               | Mikhail Aleshin         | 15              | +4.763         | 6   | 6  |  |
| 4                                                               | Philipp Eng             | 15              | +6.858         | 4   | 5  |  |
| 5                                                               | Mirko Bortolotti        | 15              | +7.287         | 5   | 4  |  |
| 6                                                               | Tobias Hegewald         | 15              | +7.676         | 10  | 3  |  |
| 7                                                               | Edoardo Piscopo         | 15              | +8.443         | 11  | 2  |  |
| 8                                                               | Jason Moore             | 15              | +9.821         | 12  | 1  |  |
| 9                                                               | Julien Jousse           | 15              | +10.393        | 16  |    |  |
| 10                                                              | Armaan Ebrahim          | 15              | +10.922        | 22  |    |  |
| 11                                                              | Alex Brundle            | 15              | +11.524        | 25  |    |  |
| 12                                                              | Kazim Vasiliauskas      | 15              | +12.150        | 15  |    |  |
| 13                                                              | Reino Unido Tom Gladdis | 15              | +12.661        | 17  |    |  |
| 14                                                              | Sebastian Hohenthal     | 15              | +12.868        | 3   |    |  |
| 15                                                              | Natacha Gachnang        | 15              | +13.600        | 9   |    |  |
| 16                                                              | Jolyon Palmer           | 15              | +14.330        | 20  |    |  |
| 17                                                              | Carlos Iaconelli        | 15              | +15.678        | 7   |    |  |
| 18                                                              | Henri Karjalainen       | 13              | +2 voltas      | 13  |    |  |
| 19 (Ret)                                                        | Pietro Gandolfi         | 12              | DNF            | 24  |    |  |
| 20 (Ret)                                                        | Jack Clarke             | 8               | DNF            | 18  |    |  |
| 21 (Ret)                                                        | Henry Surtees           | 8               | Acidente fatal | 8   |    |  |
| 22 (Ret)                                                        | Germán Sánchez          | 4               | DNF            | 21  |    |  |
| 23 (Ret)                                                        | Miloš Pavlović          | 1               | DNF            | 14  |    |  |
| 24 (Ret)                                                        | 20                      | Jens Höing      | 0              | DNF | 23 |  |
| 25 (Ret)                                                        | 10                      | Nicola de Marco | 0              | DNF | 19 |  |
| Volta mais rápida: Andy Soucek 1:17.810 (171.32kph) na volta 14 |                         |                 |                |     |    |  |

Nota: DNS: Não começou a corrida; DNF: Não acabou a corrida

## Tabela do campeonato após a ronda
Observe que somente as cinco primeiras posições estão incluídas na tabela.
Tabela do campeonato de pilotos
| Pos | Var     | Piloto          | Pontos |
| --- | ------- | --------------- | ------ |
| 1   | Estável | Andy Soucek     | 46     |
| 2   | Estável | Robert Wickens  | 39     |
| 3   | Aumento | Philipp Eng     | 27     |
| 4   | Baixa   | Julien Jousse   | 25     |
| 5   | Baixa   | Tobias Hegewald | 25     |